# تپه اطراف شهر سوخته ۲۸۸
تپه اطراف شهر سوخته شماره ۲۸۸ در شهرستان زابل، بخش شیب آب، دهستان لوتک، روستای حومه شهر سوخته، ۱۷/۱۶ متری جنوب غربی پایگاه باستان‌شناسی شهر سوخته واقع شده و این اثر در تاریخ ۲۳ بهمن ۱۳۸۵ با شمارهٔ ثبت ۱۷۳۰۷ به‌عنوان یکی از آثار ملی ایران به ثبت رسیده‌است.